# Алмагрейра (Вила-ду-Порту)
Алмагрейра (порт. Almagreira) — населённый пункт и район в Португалии, входит в округ Азорские острова. Расположен на острове Санта-Мария. Является составной частью муниципалитета Вила-ду-Порту. Население составляет 537 человек на 2001 год. Занимает площадь 10,58 км².